# Ebbon de Sens
Pour les articles homonymes, voir Ebbon.
Ebbon de Sens ou saint Ebbon († 27 août 750), comte de Tonnerre en Bourgogne, est un noble et homme d'Église du VIIIe siècle, abbé de l'abbaye Saint-Pierre-le-Vif de Sens et archevêque de Sens.

## Biographie
Les archives de l'archevêché de Sens ayant brûlé en même temps que la cathédrale en 968 ou 969 sous l'épiscopat d'Archambauld, il reste peu de sources sur les hommes et les temps qui ont précédé.
Né en cette fin très troublée de la dynastie mérovingienne, Ebbon est de famille franque et comte de Tonnerre, succédant en cela à son oncle Guéry/Géry ; ce sont les deux premiers comtes de Tonnerre connus. Il est instruit par les moines de l'abbaye Saint-Pierre-le-Vif fondée au VIe siècle par Théodechilde, petite-fille de Clovis. Également comme Guéry, il renonce à son héritage matériel et se consacre à l'Église, comme ses deux sœurs Ingoare et Léothérie.
En 704, il devient abbé de l'abbaye Saint-Pierre-le-Vif de Sens.
En 709, son oncle meurt ; Eudes hérite du comté de Tonnerre. En 710, il devient le 29e ou 31e évêque de Sens, et le deuxième archevêque de cette ville puisque son oncle et prédécesseur Guéry/Géry serait le premier à avoir pris le titre d'archevêque.
En 725 ou 731, les Sarrasins, refoulés des frontières de l'Aquitaine par son duc Eudes, contournent le Massif Central par la vallée du Rhône et atteignent le point le plus au nord dans leur invasion des royaumes mérovingiens. Cette année-là, ils sont aux portes de Sens, qu'ils assiègent. Le siège dure, les habitants pensent à se rendre ; Ebbon se décide à les mener au combat. La surprise aidant, les Sénonais mettent les Sarrasins en déroute et, les ayant poursuivis jusqu'à Seignelay, en tuent un grand nombre,. Après cette défaite, les Sarrasins refluent vers le sud et la Méditerranée. Une croix de saint Ebbon, près de Seignelay, rappelle le combat victorieux des Sénonais contre l'invasion musulmane. Un an plus tard, ce sera la bataille de Poitiers avec Charles Martel.
Saint Ebbon, évêque, aimait se retirer pour prier et méditer dans un ermitage à Arces à sept lieues de Sens.
Saint Ebbon meurt le 27 août 750 à Arces, selon la Chronique de Saint-Pierre-le-Vif. Il est inhumé dans l'abbatiale à côté de ses deux sœurs.
Quelques-uns de ses vêtements sacerdotaux sont conservés au trésor de la cathédrale de Sens, comme une chasuble d'étoffe de soie byzantine. Une procession avait encore lieu jusqu'au début du XXe siècle à Arces en son honneur. Une relique est aujourd'hui conservée à la maison paroissiale de Saint-Julien-du-Sault.
La croix de saint Ebbon située à Arces, près de la source de son ermitage a été restaurée en 1988. Il est fêté localement le 5 novembre.

### Articles liés
- Liste des évêques et archevêques de Sens
- Archidiocèse de Sens